# Peter Mohr Dam
Peter Mohr Dam, född 11 augusti 1898 i Skopun, död 8 november 1968, var en färöisk politiker. Peter Mohr Dam är far till Atli Dam, även han politiker och lagman.
Dam var Javnaðarflokkurins partiledare från 1936 till 1968. 